# Hydnosternacris valdiviensis
Hydnosternacris valdiviensis är en insektsart som beskrevs av Christiane Amédégnato och Marius Descamps 1978. Hydnosternacris valdiviensis ingår i släktet Hydnosternacris och familjen gräshoppor. Inga underarter finns listade i Catalogue of Life.